# Heikki von Hertzen
Heikki Olavi Fritiof von Hertzen (né le 21 novembre 1913 à Vyborg et décédé le 10 avril 1985 à Fuengirola en Espagne) est le directeur exécutif de la Fédération familiale et une personnalité influente en Finlande.

## Biographie
Son action a influencé de façon décisive la création de la ville-jardin de Tapiola. En 1948, Heikki von Hertzen propose aussi au  gouvernement la fondation des Prêts Arava, et est aussi impliqué dans la conception de la Fondation du logement dont il sera président de 1951 à 1976. Von Hertzen a obtenu sa maîtrise de droit en 1940 obtient le grade de varatuomari en 1947.